# Südeifel

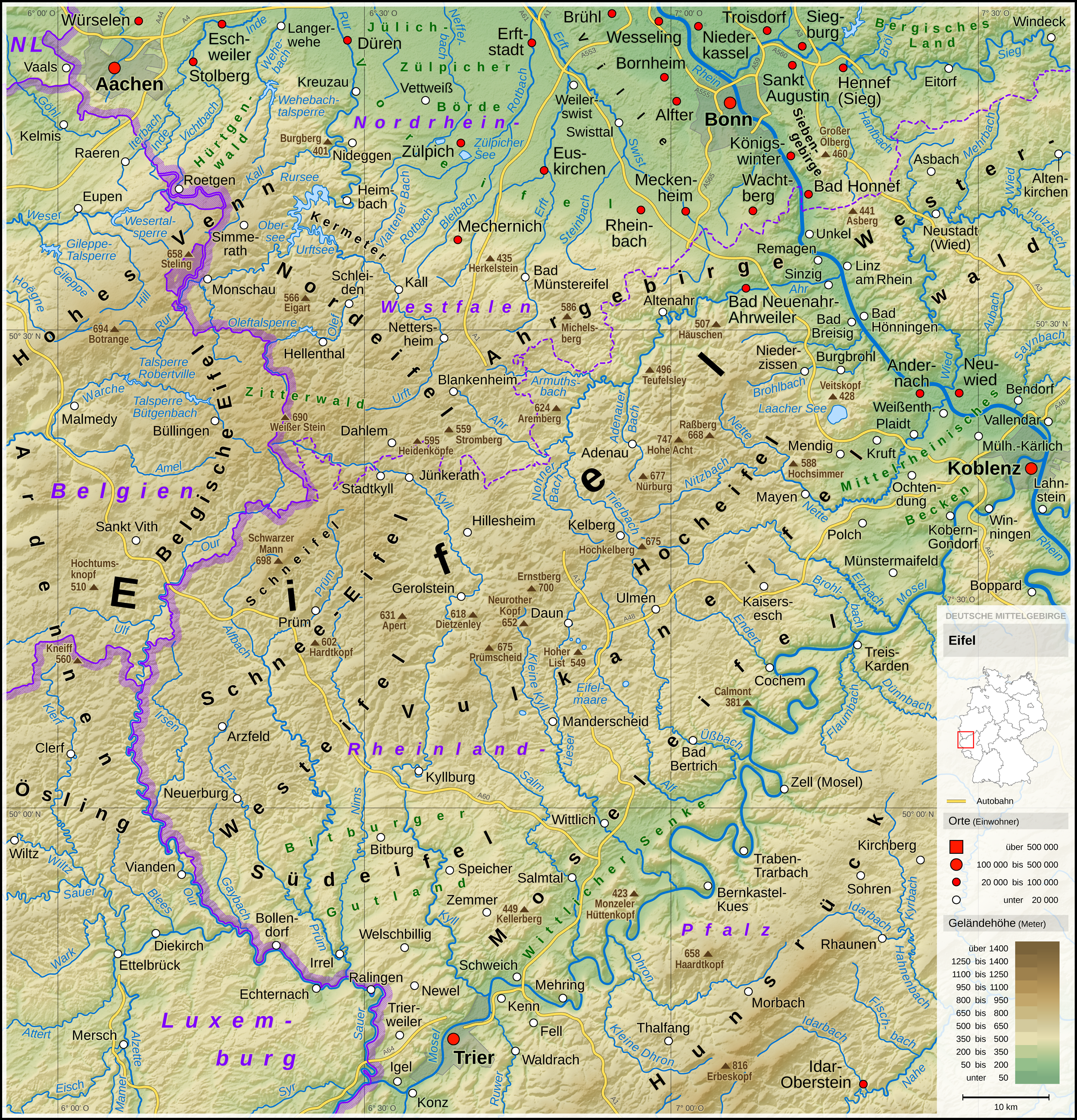
Eifelkarte: Als Südeifel wird das Gebiet um den Eifelkreis Bitburg-Prüm bezeichnet.

Als Südeifel wird die Eifelregion um den Eifelkreis Bitburg-Prüm in Rheinland-Pfalz bezeichnet, im engeren Sinne auch die Verbandsgemeinde Südeifel.
Sie grenzt im Süden und Südosten an die Mosel, im Nordwesten an die Schnee-Eifel und im Nordosten an die Vulkaneifel.
Im Bereich der Südeifel liegt der grenzüberschreitende Deutsch-Luxemburgische Naturpark. In der Ortsgemeinde Bollendorf steht die Südeifel-Jugendherberge.

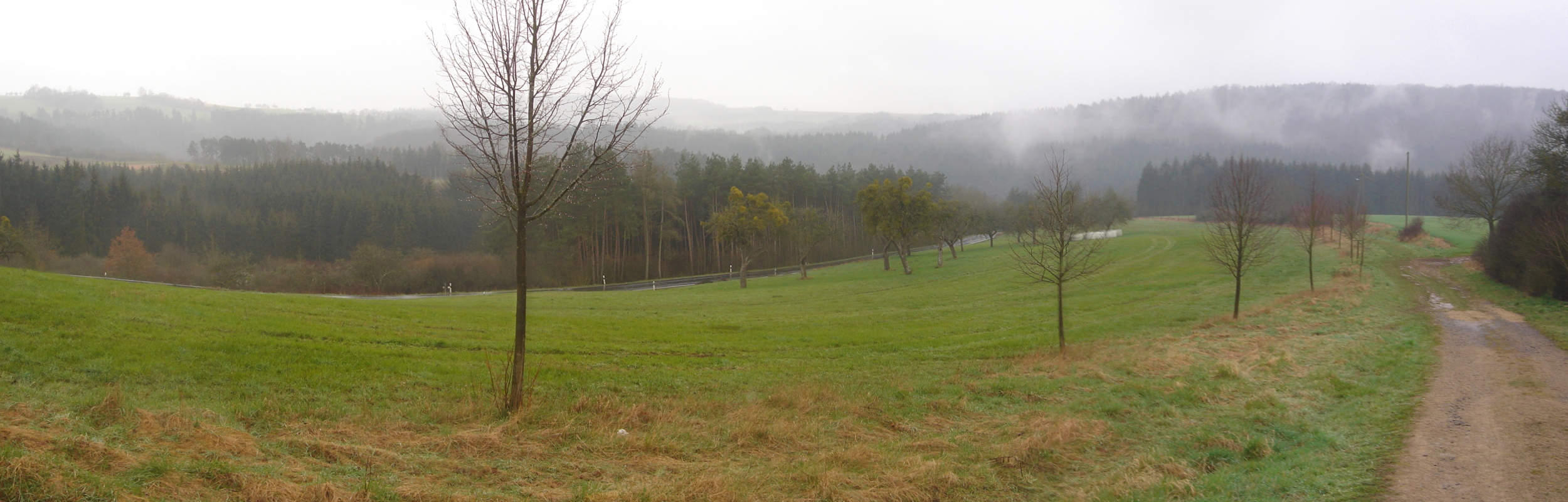
Typische Südeifel-Landschaft nahe Speicher bei Bitburg